# Rhytiphora timorlautensis
Rhytiphora timorlautensis là một loài bọ cánh cứng trong họ Cerambycidae.